# 山口教吉
山口 教吉（やまぐち のりよし）は、戦国時代の武将。織田氏、今川氏の家臣。

## 略歴
山口教継の子として誕生。織田信秀が死亡して信長がその後を継ぐと、鳴海城主であった父と共に今川義元に寝返る。教継は鳴海城を教吉に任せ、自らは桜中村城に立て篭もった。天文22年4月17日（1553年5月29日）、19歳の信長は約800の軍勢を率いて鳴海に攻め込むが、鳴海の北にある小鳴海の「三の山」で、そこより東の赤塚に教吉が約1,500の軍勢を進めているのを発見する。これに気付いた信長は赤塚に向かって攻撃を開始、戦闘となった。しかし勝敗はつかず結局、互いの捕虜や捕らえた馬を交換して双方は引き上げた（赤塚の戦い）。
その後、教継が調略をもって大高城、沓掛城を乗っ取り、鳴海城には義元家臣の岡部元信が城代として立て篭もった。それから程なく教吉は教継と共に駿河国へ呼び出され、義元の命により父子ともども切腹を強いられ果てた。